# Trifolium chilense
Trifolium chilense är en ärtväxtart som beskrevs av William Jackson Hooker och George Arnott Walker Arnott. Trifolium chilense ingår i släktet klövrar, och familjen ärtväxter. Inga underarter finns listade i Catalogue of Life.